# 圓頭新西蘭喉盤魚
新西蘭喉盤魚（學名：Diplocrepis puniceus）為輻鰭魚綱喉盤魚目喉盤魚科的其中一種，分布於西南太平洋的紐西蘭海域，棲息深度0至15公尺，本魚體延長，前部平扁，後部側扁，體不被鱗，覆有粘液層，腹鰭喉位，與周圍的皮褶特化成一吸盤，鰓蓋下緣有一根向後突出的大而鈍的棘，體色多變化，橄欖粉紅色或綠色至棕色、紅色、黃色或淡紫色，繁殖期雄魚背鞍呈粉紅色，背鰭軟條10-11枚、臀鰭軟條4-5枚，體長可達12.5公分，屬底棲性魚類，棲息在岩石底質的潮間帶，屬肉食性，以片腳類、腹足類等為食。